# Acanthodii
Acanthodii är en utdöd underklass bland benfiskararna, den första i denna grupp som utvecklades.

Acanthodii uppträdde redan under silur, nådde sin största utbredning under äldre devon och dog ut under perm. De har under beteckningen taggpansarhajar tidigare räknats till broskfiskarna, men de hade fjäll av benfisktyp och kunde också ha äkta benvävnad. Karakteristiskt var att de hade en hel rad pariga fenor mellan bröst- och bukfenorna. Alla fenor utom stjärtfenan hade en kraftig tagg i framkanten.